# Harald Wagner
Harald Wagner (* 12. Februar 1944 in Bennisch; † 7. Juni 2016 in Münster) war ein deutscher katholischer Theologe.

## Leben
Nach dem Abitur 1963 in Gießen studierte er von 1963 bis 1965 Philosophie und Theologie an der PTH Sankt Georgen, im Sommersemester 1965 an der Universität München und von 1965 bis 1972 an der Theologischen Fakultät der Päpstlichen Universität Gregoriana. Nach der Priesterweihe 1968 für die Diözese Limburg erwarb er 1969 das Lic. theol. und 1972  den Dr. theol. mit einer Arbeit über das frühkatholische Problem. Von 1972 bis 1974 war er Kaplan in Frankfurt am Main. Von 1974 bis 1976 absolvierte er die Habilitation in München bei Heinrich Fries mit einer Arbeit über Johann Adam Möhler; Dr. theol. habil. (Lehrberechtigung für Fundamentaltheologie und Ökumenische Theologie). 1980/1981 war er Professor an der PH Schwäbisch Gmünd, Schwerpunkt Systematische Theologie. Von 1981 bis 1994 war er Professor für Katholische Theologie (Schwerpunkt: Systematische Theologie) an der Philipps-Universität Marburg, Leiter des Katholisch-Theologischen Seminars, zugleich Professor an der Theologischen Fakultät Fulda. Seit 1982 arbeitete er durchgängig am Johann-Adam-Möhler-Institut für Ökumenik Paderborn mit. Von 1994 bis 2009 war er Professor für Dogmatik und Dogmengeschichte an der Katholisch-Theologischen Fakultät der Universität Münster.
Seine Arbeits- und Forschungsschwerpunkte waren Theologie des 19. Jahrhunderts (Tübinger Schule, Romantik usw.), Fragen systematischer Theologie mit ökumenischer Relevanz (bes. aus der Ekklesiologie), Ökumenik, allgemein, Grund- und Methodenfragen der Theologie (insbesondere fundamentaltheologische Grundsatzfragen), Grenzfragen zur Religionspädagogik, Fragen zwischen Theologie und Medizin (Arbeitsschwerpunkt in der Marburger Zeit) und Theologie und Kultur.

## Werke (Auswahl)
- An den Ursprüngen des frühkatholischen Problems. Die Ortsbestimmung des Katholizismus im älteren Luthertum (= Frankfurter theologische Studien. Band 14). Knecht, Frankfurt am Main 1973, ISBN 3-7820-0286-5 (zugleich Dissertation, Frankfurt am Main 1973).
- Ich, Du und Gott. Glauben wozu? Pattloch, Aschaffenburg 1975, ISBN 3-557-91118-7.
- Die eine Kirche und die vielen Kirchen. Ekklesiologie und Symbolik beim jungen Möhler (= Beiträge zur ökumenischen Theologie. Band 16). Schöningh, München/Paderborn/Wien 1977, ISBN 3-506-70766-3 (zugleich Habilitationsschrift, München 1976).
- Einführung in die Fundamentaltheologie. 2. Auflage. Wissenschaftliche Buchgesellschaft, Darmstadt 1996 (Die Theologie), ISBN 3-534-13268-8.
- mit Torsten Kruse: Heil und Heilung. Annäherungen zwischen Arzt und Priester (= Edition Erlebnis Glaube). Parzeller, Fulda 1990, ISBN 3-7666-9681-5.
- mit Wilfried Härle (Hrsg.): Theologenlexikon. Von den Kirchenvätern bis zur Gegenwart. C.H. Beck, München 1987; 2. Auflage 1994, ISBN 3-406-38570-2.
- Dogmatik (= Kohlhammer-Studienbücher Theologie. Band 18). Kohlhammer, Stuttgart 2003, ISBN 3-17-016469-4.
  - Dogmatyka (= Myśl teologiczna. Band 58). Wydawn. WAM, Kraków 2007, ISBN 83-7318-879-7.